# Ravitria yunnanensis
Ravitria yunnanensis is een vlinder uit de familie wespvlinders (Sesiidae), onderfamilie Sesiinae.
Ravitria yunnanensis is voor het eerst wetenschappelijk beschreven door Gorbunov & Arita in 2001. De soort komt voor in het Oriëntaals gebied.